# Achtersztaksel
Achtersztaksel – żagiel rozwieszany na achtersztagu, czyli linie łączącej maszt z rufą, używany na jednomasztowych jednostkach o maszcie przesuniętym ku dziobowi. Stosowany przy słabym wietrze. Jego róg fałowy mocowany jest do achtersztagu, a róg halsowy do burty nawietrznej .